# En Moders Rygte
En Moders Rygte er en amerikansk stumfilm fra 1921 af King Vidor.

## Medvirkende
- Lloyd Hughes som John Trott
- Madge Bellamy som Tilly Whaley
- Joseph Bennett som Joel Eperson
- Lillian Leighton som Mrs. Cavanaugh
- Fred Gamble som Sam Cavanaugh
- Julia Brown som Dora Boyles
- Frank Brownlee som Ezekiel Whaley